# كنيسة القديس جورج (برغن)
كنيسة القديس جورج (بالنرويجية: Sankt Jørgen kirke) هي كنيسة تاريخية في برغن، في النرويج. تعتبر تلك الكنيسة أيضًا موقع متحف الجذام.

## نظرة عامة
يقع المجمع على بوابة كونغ أوسكار، على مقربة من محطة السكك الحديدية المركزية، في الجزء الأوسط من مدينة برغن. تعتبر الكنيسة جزء من أبرشية بجورغفين.
أصبح الموقع بأكمله الآن، بما في ذلك الكنيسة، مفتوحًا للجمهور كمتحف للجذام الذي كان مفتوحًا للجمهور منذ عام 1970. لا تزال الكنيسة مكرسة وتحتفظ بحالتها الجيدة. لم تعد الكنيسة تستخدم ككنيسة أبرشية عادية، ولكنها لا تزال تستخدم مرتين في الشهر لتقديم خدمات العبادة باللغة الانجليزية وكذلك اللغة السويدية في بعض الأحيان.

## التاريخ
كانت الكنيسة في الأصل مستشفى مصلى في بيرغن. تم توثيق الكنيسة كمستشفى للجذام في بيرغن في عام 1411، وأقام لى خدمة المرضى بها في ذلك الوقت راهبات دير نونيزيتر في بيرغن. بدا من المرجح أن هذا المرفق كان مرفقًا أساسيًا من خدمات المستشفى والكنيسة. قدمت الكنيسة في البداية خدمات فقط المرضى في المستشفى، ولكن في نهاية المطاف أصبحت تقدم خدمات الرعاية الخاصة لسكان الأجزاء المحيطة من أرستاد. قدمت الكنيسة خدمات الرعاية الصحية أيضًا للقساوسة في سجن المدينة القريب، كما كانت تعتبر منزلًا لكل فقير، وموطنًا لكل الأرامل.
أُحرقت الكنيسة مع بقية المستشفى في عام 1640. أُعيد بناء الكنيسة مرة أخرى بعد حريق مدينة بيرغن في عام 1702 عندما احترقت معظم المدينة إلى رماد. تم تصميم مبنى الكنيسة بأسلوب باروكي إلى حد كبير. يحتفظ المظهر الحالي للكنيسة بما كانت عليه عملية البناء في عامي 1789-90.

## معرض صور

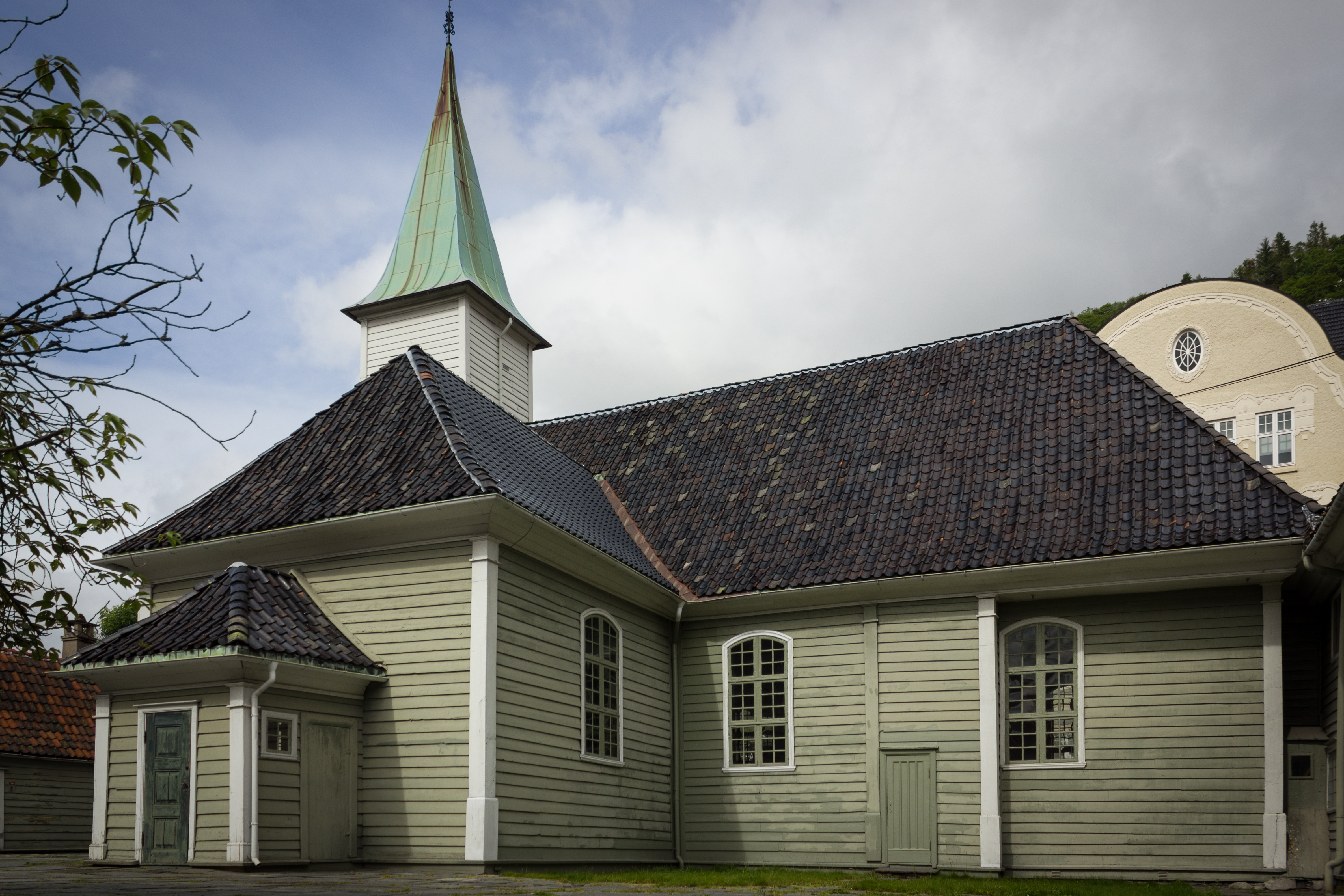
كنيسة القديس سان جورج
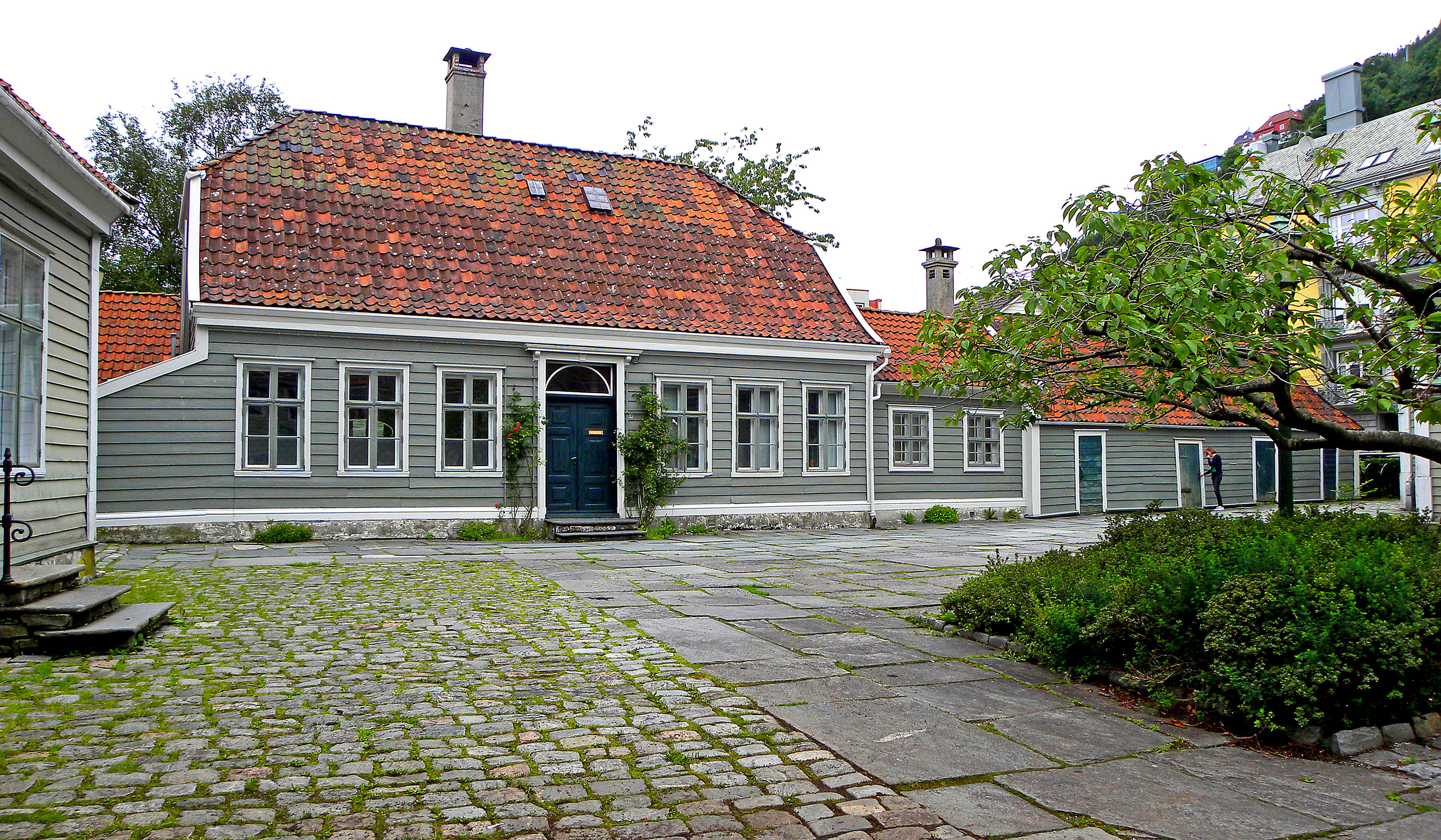
الباحة الخلفية لكنيسة القديس جورج
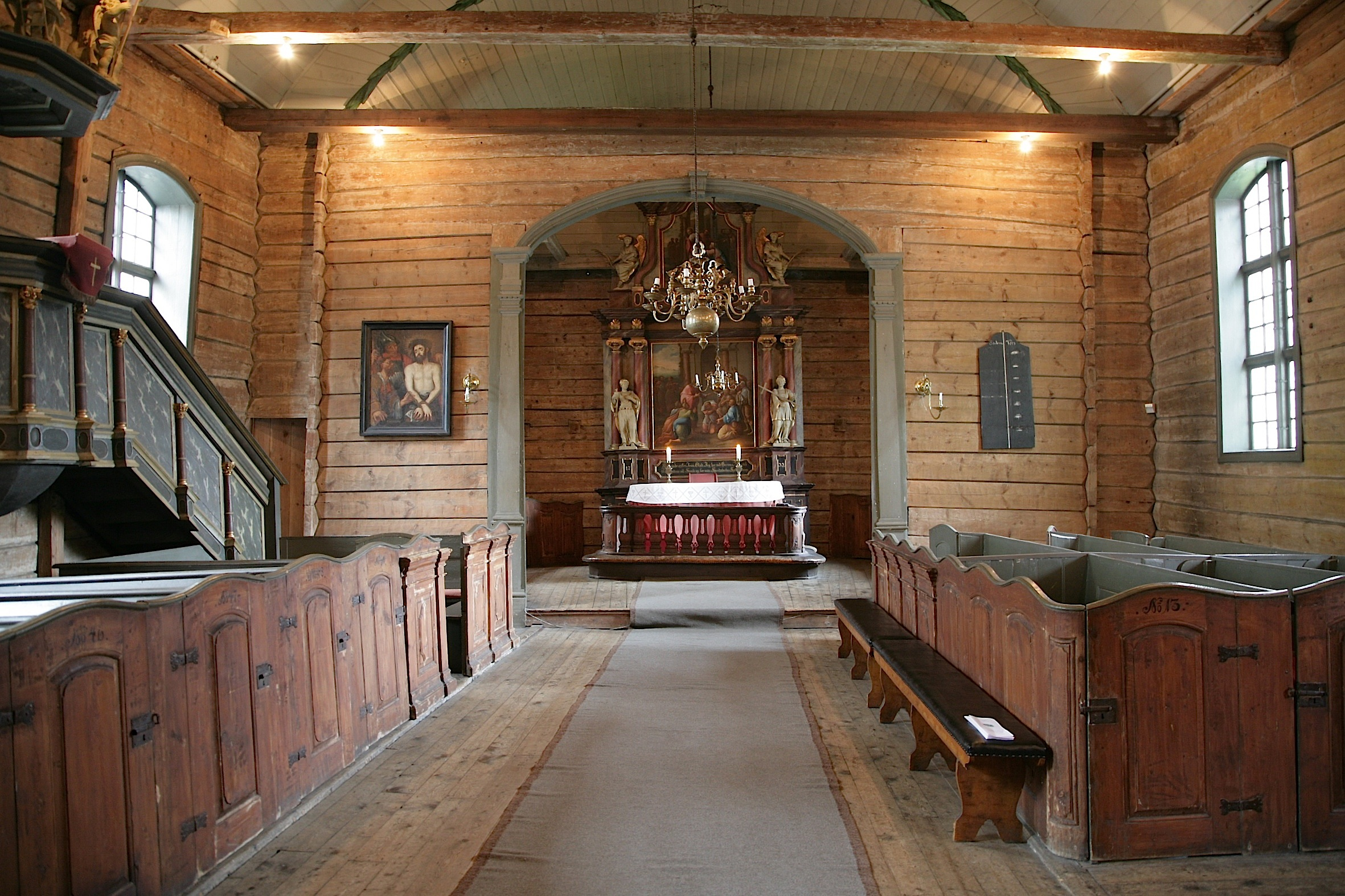
الملاذ الآمن في كنيسة القديس جورج
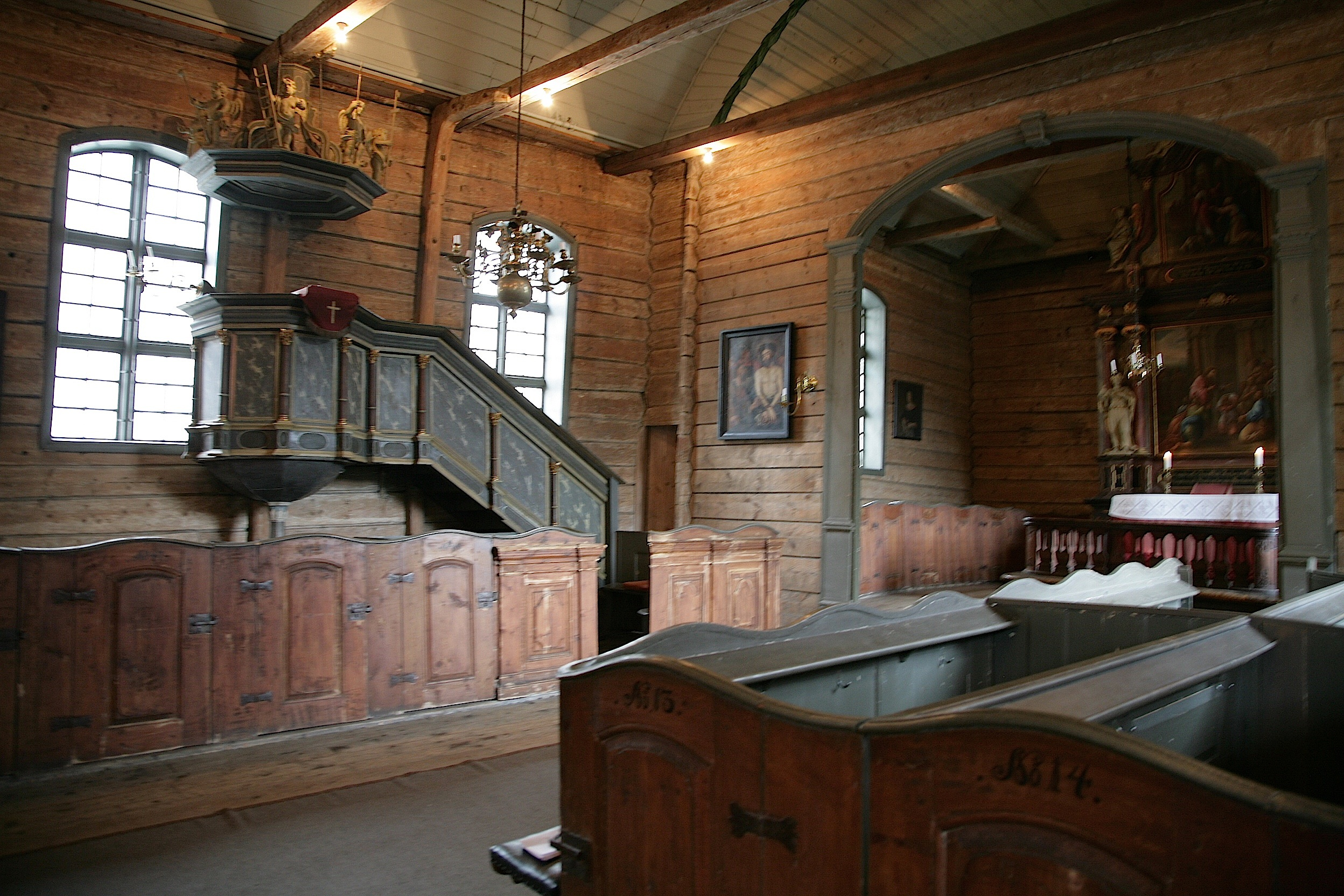
منبر الوعظ بالكنيسة

## روابط خارجية
- معرض صور كنيسة القديس جورج
- Lepramuseet website